# AH Dino Game
AH Dino Game is een computerspel van Albert Heijn dat werd ontwikkeld door Little Chicken Game Company en Samhoud media. Het spel werd in 2017 uitgebracht voor Android en IOS.

## Gameplay
In deze virtuele en augmented reality (VR & AR) app kan de speler onder begeleiding van Freek Vonk teruggaan naar de wereld van de dinosaurussen. De app biedt een combinatie van VR en AR. In het VR-gedeelte kan de speler bijvoorbeeld een T-rex bekijken; in het AR-gedeelte kan de speler een miniversie van dezelfde dino over een tafel laten lopen. Er zijn 20 verschillende dino's in zowel AR als VR te bekijken. 
De app werd uitgebracht in combinatie met dinosauruskaarten die als premium werden uitgegeven in de winkels van Albert Heijn. Door het scannen van deze kaarten kunnen extra functionaliteiten worden ontgrendeld.

## Ontvangst
- Winnaar Dutch Game Award: Best Technical Achievement

"AH Dino’s biedt een zeer rijke ervaring die gebruik maakt van een aantal zwaardere technieken en een variatie aan externe plugins."
- Winnaar Dutch Game Award: Best Co-Production

"Het succes van AH Dino’s is het resultaat van de synergie tussen de meewerkende partijen, die elk hun eigen expertise mee brachten."
- Winnaar Bright VR Awards

"Albert Heijn introduceerde dit jaar VR bij het grote publiek met deze actie en inspireerde jong en oud."